# Scotland Street School Museum
 (juin 2020).
Si vous disposez d'ouvrages ou d'articles de référence ou si vous connaissez des sites web de qualité traitant du thème abordé ici, merci de compléter l'article en donnant les références utiles à sa vérifiabilité et en les liant à la section « Notes et références ».
Le Scotland Street School Museum est un musée de l'enseignement scolaire dans le district de Kingston à Glasgow en Écosse. Il est situé à côté de la station de métro Shields Road dans une ancienne école conçue par Charles Rennie Mackintosh entre 1903 et 1906. Le musée est listé en catégorie A des monuments classés d'Écosse. Il est donc considéré comme un édifice d'importance nationale ou internationale et exemple important d'un style spécifique.

## Histoire

### L'école
Mackintosh s'est inspiré du château de Rowallan dans l'East Ayrshire et le Palais de Falkland pour concevoir l'école. Le bâtiment comporte des éléments remarquables tels ses deux tours escaliers de style Scottish baronial ornées de fenêtres à vitraux ou encore une salle d'exercices militaires carrelée .
Pendant la construction du bâtiment, Mackintosh s'est souvent opposé au conseil scolaire car celui-ci souhaite un édifice moins coûteux. Le coût total de l'école s'élève finalement à 34 291 livre sterling, ce qui dépasse le budget prévu. L'école est conçue pour un effectif de 1 250 élèves. Cependant, dans les années 1970 la région connaissant un déclin urbain, le nombre d'inscriptions à l'école chute à moins de 100 élèves. L'école ferme définitivement ses portes en 1979.

### Le musée
Plus tard l'école est réhabilité pour accueillir un musée de l'enseignement scolaire. Les activités et les expositions au musée proposent notamment une immersion dans une classe victorienne avec des acteurs jouant des enseignants qui imposent une discipline stricte.
L'école fait l'objet d'un documentaire réalisé en 2018 par Margaret Moore : Scotland Street School Remembers.

## Galerie

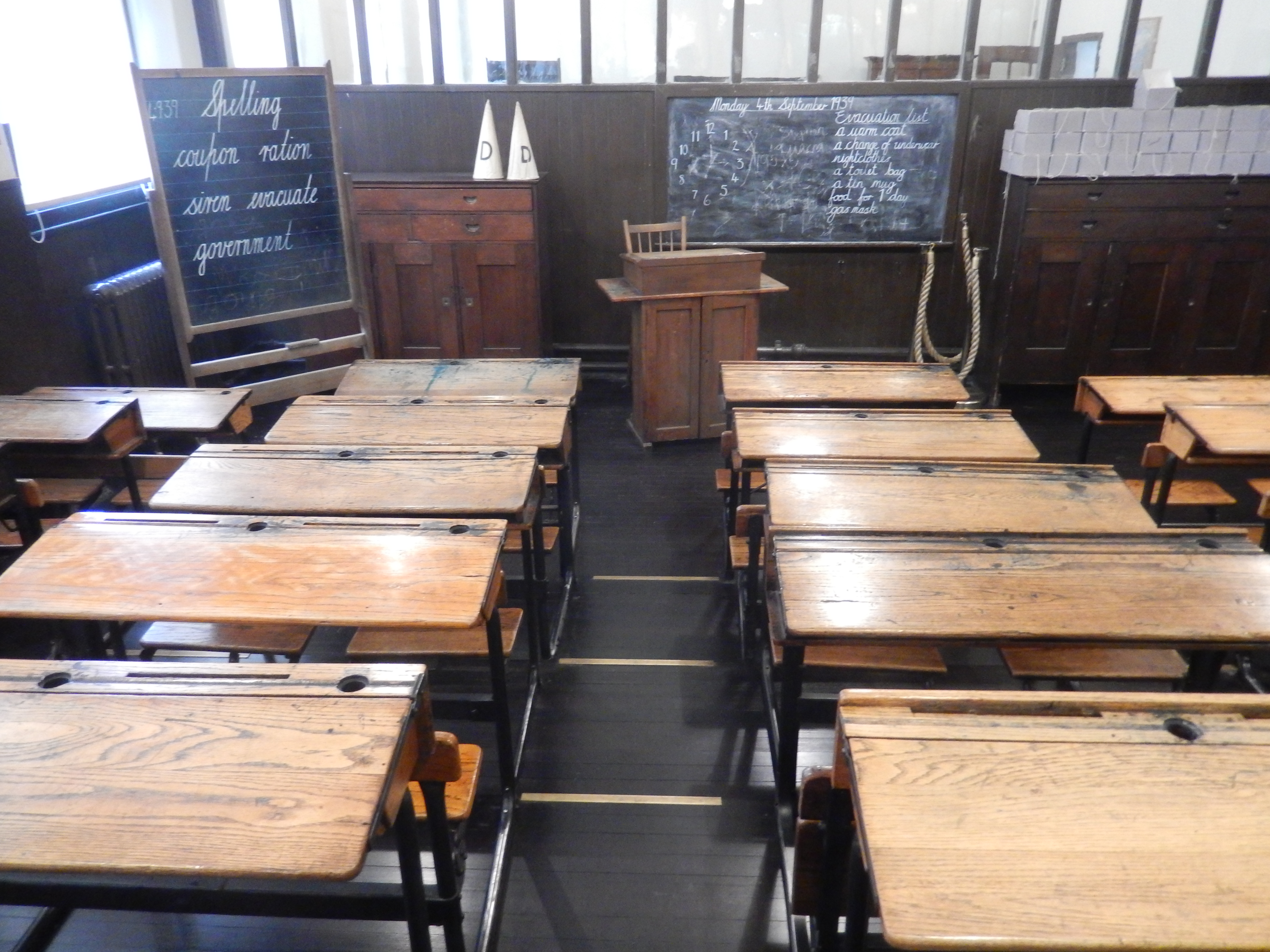
Salle de classe.
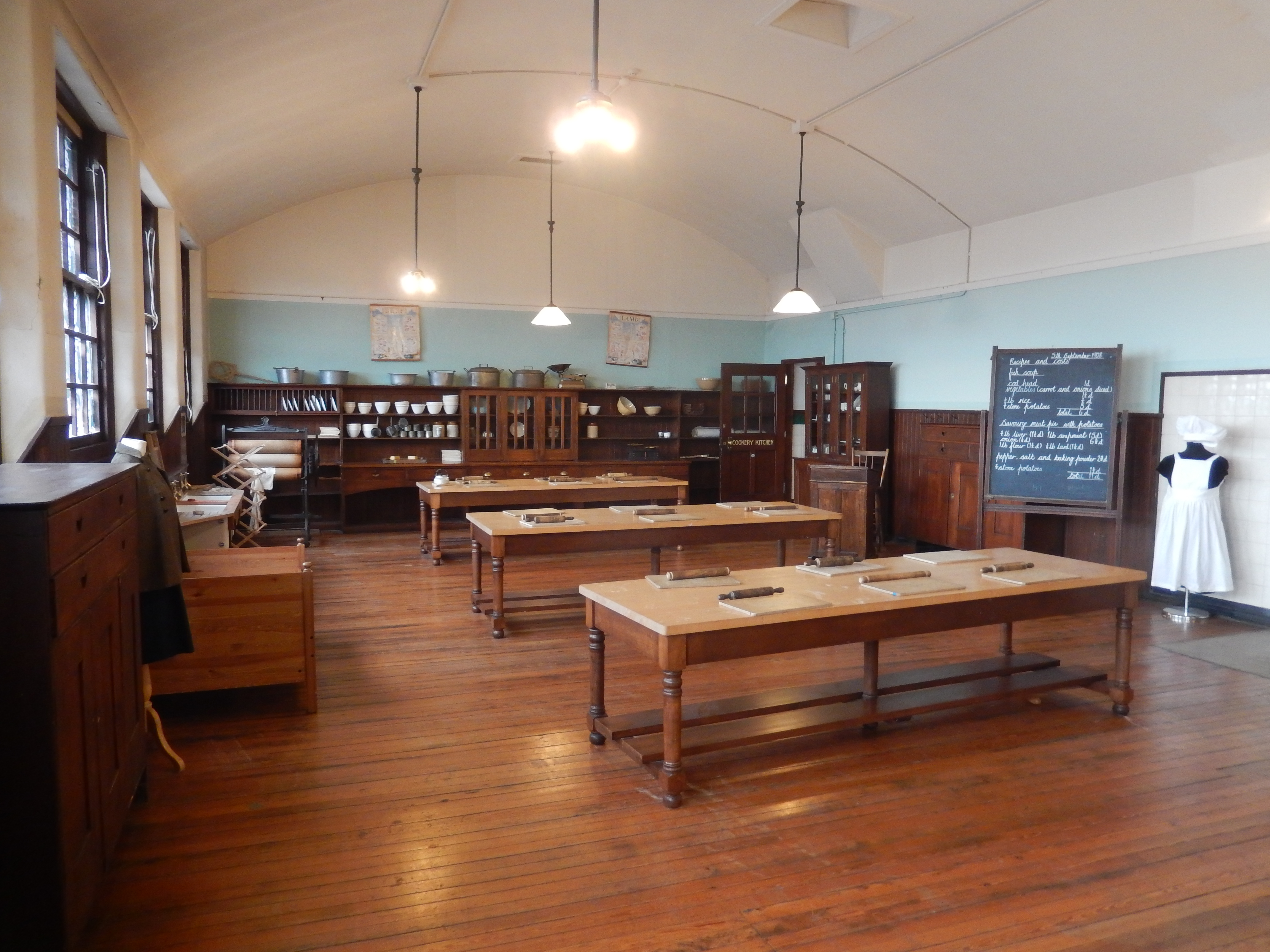
Salle de classe.
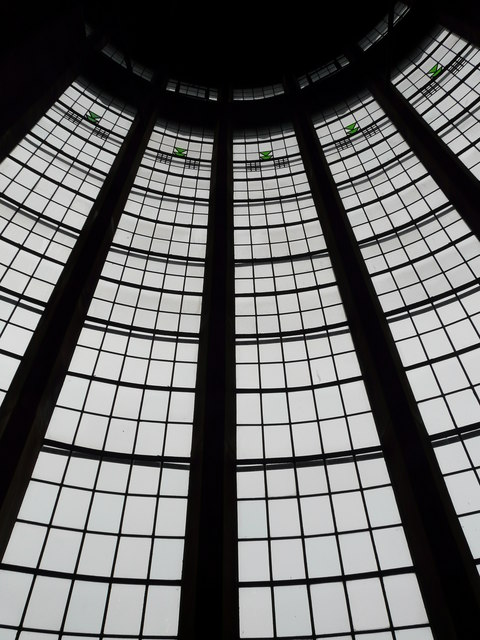
Vitrail d'une tour.